# KK Škofja Loka
Košarkarski klub Škofja Loka je moška košarkarska ekipa iz Škofje Loke v Sloveniji. Klub je bil ustanovljen leta 1954 in trenutno zaradi sponzorskih razlogov tekmuje pod imenom LTH Castings.
Ženska ekipa je v prvi polovici devetdesetih let štirikrat nastopila v Pokalu Ronchetti. Njihov najboljši rezultat v slovenski ženski košarkarski ligi je tretje mesto, doseženo v letih 1992 in 1995. Leta 2011 se je klub umaknil iz prvenstva.

## Lovorike
- Slovenska druga liga

Zmagovalci: 1996–97, 2004–05, 2014–15, 2021–22